# Brokagölarna
Brokagölarna är en sjö i Nybro kommun i Småland och ingår i Alsteråns huvudavrinningsområde.